# Carlo Facetti

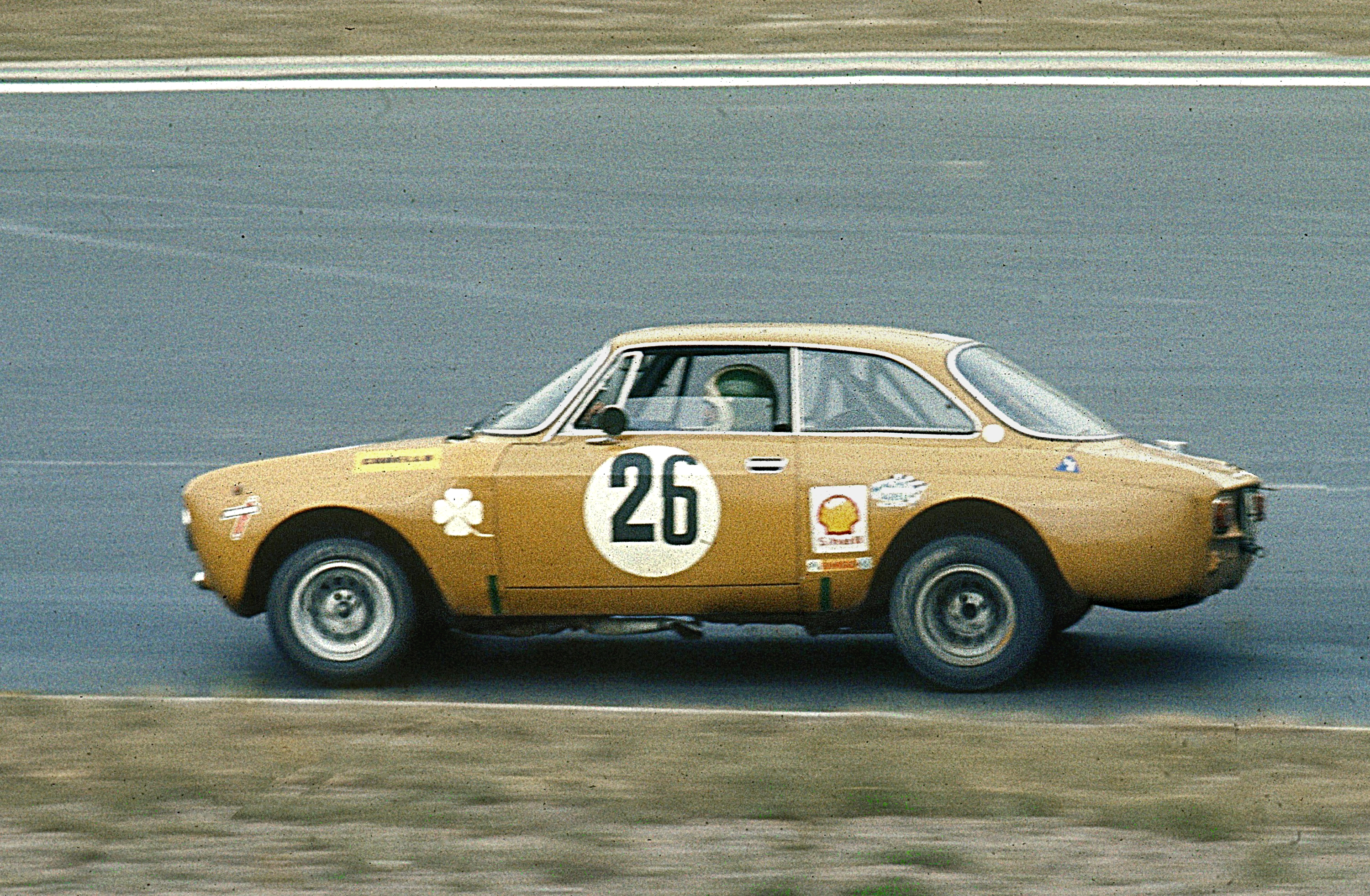
Carlo Facetti i en Alfa Romeo GTA under Nürburgring 6-timmars 1973.

Carlo Facetti, född 26 juni 1935 i Cormano, är en italiensk racerförare.

## Racingkarriär
Facetti var en framgångsrik förare i sportvagnsracing. Han försökte kvalificera sig till Formel 1-loppet i Italien 1974 för Scuderia Finotto i en Brabham-Ford, men han misslyckades.
Facetti blev mästare i European Touring Car Championship för BMW 1979.